# Фокус (журнал, Україна)
«Фокус» («Тижневик Фокус») — щотижневий соціально-політичний український журнал і щоденний новинний інтернет-ресурс. Видавався по грудень 2021 року російською, із січня 2022 — українською.
Гасло: Кожна деталь має значення.
Заявлений наклад журналу — 32000 примірників. Видається з 30 вересня 2006 року.

## Тематика
Видання надає читачеві актуальну аналітичну інформацію про події в країні в діловому форматі.
Знаковими для видання є спецпроєкти та рейтинги: «100 найбагатших українців», «100 найвпливовіших українців», «100 найвпливовіших жінок України», «Найкращі міста для життя в Україні», «Школи», «Університети».
Редакція випускає спеціальні додатки з аналітикою ринку нерухомості, авто та IT-технологій. 4 рази на рік у світ виходять випуски «Фокус. Красивая страна», редакційні матеріали яких присвячені виключно подорожам та популярним туристичним маршрутам країни.

## Редакція
«Фокус» був запущений у 2006 році. Першим головним редактором видання по липень 2007 року був Вахтанг Кіпіані.
Наприкінці 2013 року штат видання зазнав радикальних змін. Заступником головного редактора став Станіслав Мірошниченко, який до того очолював відділ «Політика» у журналі. До цього Станіслав Мірошниченко працював редактором у журналі «Власть денег».

У редакторській колегії «Фокусу» позиції заступників головного редактора зайняли Михайло Крігель (журналіст) та Сергій Семенов (журналіст), а Олег Сорочан (журналіст) призначений редактором сайту focus.ua.
У нас великі плани по розвитку друкованого та онлайн видання наступного року, тож посилення журналістської команди — логічний крок в їхньою реалізації.
Приступила до роботи новий редактор відділу економіки Олена Шкарпова, яка працювала в журналі Forbes — Україна, а також редактор відділу «Наука і Технології» Олексій Бондарев (журналіст) і оглядач Катерина Богданович (журналіст). До листопада 2013 року вони працювали в тижневику «Корреспондент».
Раніше до редакції приєдналися Мілан Лєліч, у минулому — політичний оглядач ресурсу Тиждень.ua, і Юрій Опока, який раніше співпрацював з інтернет-виданням LB.ua. Лелич і Опока висвітлювали у «Фокусі» питання політики. На позиції оглядача розпочала роботу Олена Струк, у послужному списку якої — робота на сайті forbes.ua, у тижневику «Контракти» та журналі «Діловий».
З жовтня 2017 року по травень 2020 року головним редактором тижневика «Фокус» був Євген Гордейчик, який до цього два роки очолював відділ «Економіка» журналу.
У березні 2018 року головним редактором сайту focus.ua став Михайло Багінський. У його послужному списку керівництво онлайн-ресурсом politeka.net, робота в газеті «Капітал» і тижневику «Коментарі». З січня 2019 року Багінський обіймає посаду шеф-редактора сайту focus.ua.
Тоді ж, на початку 2019 року, головним редактором сайту став Олексій Газубей. Раніше він був шеф-редактором таблоїда «Блик», заступником головного редактора «КП в Україні», газети «Сегодня» і головним редактором «Газеты киевской» та «Газеты по-киевски».
У травні 2020 року Газубей обійняв посаду головного редактора вже друкованої версії журналу «Фокус».

## Власник
17 червня 2013 року компанія UMH group, що видавала журнал «Фокус» з 2006 року, продала проєкт «Фокус», до якого входять журнали «Фокус», «Фокус. Красивая страна» і сайт focus.ua, українській групі компаній Vertex United. Другий акціонер, Геннадій Боголюбов, також повністю продав свою частку.
Однією з причин продажу проєкту стало те, що в межах одного медіахолдингу конкурували два громадсько-політичні видання — «Фокус» і «Кореспондент».
5 грудня 2016 року компанія Vertex United продала «Фокус» українському бізнесмену Анатолію Євтухову, який володів активом Business Radio Group.
2 квітня 2020 року власником ТОВ «Фокус медіа», яке видає журнал «Фокус» і сайт focus.ua, став бізнесмен Олександр Борщевич.

## Оцінки
За даними Інституту масової інформації, у грудні 2023 року понад 30 % матеріалів онлайн-медіа «Фокус» містили порушення журналістських стандартів.
У травні 2025 року ІМІ зафіксував, що більшість матеріалів розділу «Новини» сайту «Фокус» відповідали журналістським стандартам, однак значна частина порушувала стандарт відокремлення фактів від коментарів. На думку ІМІ, у заголовках нерідко використовувалися авторські оцінки, припущення або висновки, що робило новини суб’єктивними. Також у стрічці були присутні матеріали, не пов’язані з журналістикою, зокрема гороскопи.